# Kayla Cromer
Kayla Cromer (San Jose, 17 febbraio 1998) è un'attrice statunitense.
È nota per aver interpretato Matilda nella serie Everything's Gonna Be Okay e la dottoressa Charlotte "Charlie" Lukaitis in The Good Doctor.
È la prima attrice affetta da un disturbo dello spettro autistico a interpretare un personaggio principale autistico in una serie TV.

## Biografia
Cromer è nata a San Jose, in California, da Pam e Reno Cromer ed è cresciuta nella periferia di Morgan Hill. Si è interessata al paranormale all'età di 9 anni e ha ricevuto il suo primo strumento per le indagini paranormali a 10 anni come regalo di Natale, investigando luoghi famosi come la RMS Queen Mary quando era in seconda media e la Winchester Mystery House.
Inizialmente desiderava diventare una profiler criminale per l'FBI, ma ha iniziato a desiderare una carriera come attrice dopo aver visto Keira Knightley e Orlando Bloom in La maledizione della prima luna, rimanendo particolarmente colpita dai due attori poiché ammise: «Sono entrambi dislessici e non hanno mai lasciato che le loro disabilità li fermassero. Questo mi ha lasciato senza parole». Nel 2017 si è trasferita a Los Angeles per concentrarsi sulla sua carriera di attrice.

## Carriera
Cromer ha debuttato come attrice nella serie TV South of Hell nel 2015. Successivamente è apparsa nei film Desert Dwellers e Blood Orange, quest'ultimo scritto da lei prima di ottenere il ruolo di Matilda inEverything's Gonna Be Okay. Doveva apparire in un film intitolato Okinawa, ma la produzione è stata interrotta a causa della morte dello scrittore e del regista nel 2018. Nel 2024 è entrata a far parte del cast di The Good Doctor nel ruolo di Charlotte "Charlie" Lukaitis, una studentessa di medicina autistica, apparendo per la prima volta nell'episodio 2 della settima stagione, intitolato "Skin in the Game". Ha lavorato anche come modella.

## Vita privata
A Cromer sono stati diagnosticati all'età di 7 anni la discalculia, la dislessia e il disturbo da deficit di attenzione e iperattività. Successivamente le è stato diagnosticato anche il disturbo dello spettro autistico, rendendo pubblica la sua diagnosi durante il Freeform Summit del 2019, e lavora come attivista per combattere lo stigma legato all'autismo.

## Filmografia

### Film
- Desert Dwellers, regia di Derek Sean Carlton (2016)
- Blood Orange, regia di Alexander J. Coulter (2017)

### Televisione
- South of Hell - serie TV, (2015)
- Ghost Brothers - serie TV, (2017)
- Everything's Gonna Be Okay - serie TV, (2020-2021)
- The Good Doctor - serie TV, (2024)

### Doppiaggio
- Monster high - serie animata (2023)